# Римавска-Собота (район)
Район Римавска Собота (словац. Okres Rimavská Sobota) — район Словакии. Находится в Банскобистрицком крае.

## Население
| Год:        | 1994   | 2004    | 2014    | 2024    |
| ----------- | ------ | ------- | ------- | ------- |
| Broj ljudi: | 82 144 | 82 773  | 84 752  | 79 455  |
| Разница:    |        | +0,76 % | +2,39 % | −6,25 % |

### Статистические данные (2001)
Национальный состав:
- Словаки — 52,3 %
- Венгры — 41,3 %
- Цыгане — 4,7 %
- Чехи — 0,5 %

Конфессиональный состав:
- Католики — 54,2 %
- Лютеране — 12,8 %
- Реформаты — 9,9 %
- Свидетели Иеговы — 0,8 %